# Ophthalmitis senex
Ophthalmitis senex är en fjärilsart som beskrevs av Butler 1878. Ophthalmitis senex ingår i släktet Ophthalmitis och familjen mätare. Inga underarter finns listade i Catalogue of Life.